# Lone Zilstorff
Lone Zilstorff (født 2. november 1948 i Roskilde, død 14. november 2014 i Hellerup) var en dansk journalist, forfatter og i en årrække studievært på TV Avisen. Hun begyndte sin journalistiske karriere som 18-årig på Vestkysten og blev i 1969 tilnyttet dagbladets redaktion på Christiansborg. I 1973 fik hun stilling som politisk journalist på Jyllands-Posten og efter nogle år kom hun til Danmarks Radio i 1979. 
På DR blev Lone Zilstorff for alvor et kendt ansigt på tv, først som politisk reporter på Christiansborg og efterfølgende som én af TV-Avisens faste studieværter, bl.a. på den mere dybdegående nyhedsudsendelse, Søndagsmagasinet. I perioden 1990-1993 var hun ansat som informationschef for Danmarks Turistråd og Det Kongelige Teater, inden hun igen vendte tilbage til DR og blev redaktionschef på DR1’s Nyhedstimen og redaktionssekretær på TV-Avisen frem til år 2000.
Efter DR-tiden blev hun tilknyttet journalistuddannelsen som underviser på Syddansk Universitet, og efterfølgende tog hun tilbage til hovedstaden og arbejdede som underviser på Copenhagen Business School. Hun fortsatte i en årrække med at arbejde som journalist, bl.a. for Kræftens Bekæmpelse. I 2004 udgav hun romanen Kvinderne i Klithuset.
Lone Zilstorff var mor til journalisten Nina Munch-Perrin og Christian Zilstorff. 